# Rico, Oskar und das Mistverständnis
Rico, Oskar und das Mistverständnis ist ein Roman von Andreas Steinhöfel aus dem Jahr 2020. Es ist der fünfte Band der Buchreihe um Rico und Oskar.

## Handlung
Das Buch knüpft an die 2017 erschienene Weihnachtsgeschichte Rico, Oskar und das Vomhimmelhoch an und greift die Handlung um Ricos und Oskars in diesem Buch neu gewonnenen Freunde auf. Gemeinsam müssen sie ihren geheimen Treffpunkt, einen alten Spielplatz in ihrer Nachbarschaft, verteidigen, der Magda Pommer gehört und den ihr Großneffe, der zwielichtige Kaufmann Jérôme Bürger, für seine Tante verkaufen will. Rico und Oskar werden erneut in einen Kriminalfall verwickelt, den sie nur gemeinsam lösen können. Sie haben sich allerdings zerstritten und können sich nur durch die Hilfe ihrer Freunde wieder versöhnen. Zudem reist Rico für weitere Ermittlungen nach Hessen, zunächst mit Frau Dahling und einem Freund, dem „Checker“, nach Bad Wildungen, wo sich ihr Verlobter Ludger van Scherten wegen eines Nierenleidens zur Kur aufhält, anschließend zu zweit weiter nach Bergwald, um Erich Förster, den verschollenen Bruder Magda Pommers, aufzuspüren. Er soll für tot erklärt werden, ist aber der einzige, der den Verkauf des Spielplatzes noch verhindern kann, weil er neben seiner Schwester der zweite rechtmäßige Besitzer des Grundstückes ist. Es stellt sich heraus, dass Erich Förster noch lebt, aber die Identität seines besten Freundes Otfried Nöck angenommen hat, nachdem dieser verstorben war. Rico und sein Freund können Erich Förster nicht dazu bewegen, nach Berlin zu kommen. Dort haben Oskar und die anderen inzwischen erkannt, dass Jérôme Bürger ein Betrüger ist. Überraschend erscheint Erich Förster doch bei seiner Schwester. Jérôme Bürger wird enttarnt. Der Verkauf des Spielplatzes kann verhindert werden.

## Ortsbezüge
Andreas Steinhöfel hat mit Bergwald seinem Wohnort Biedenkopf im Roman ein literarisches Denkmal gesetzt. Zu erkennen ist das – neben der Lage an der Lahn – an den detaillierten Beschreibungen des Kolumbustempels und der Aussicht, die man von dort auf die Stadt hat. Ferner werden der Turm des Schlosses sowie eine Hotelruine unterhalb des Kolumbustempels eindeutig gekennzeichnet. Selbst die Stelle, an der Rico einen besonderen Flusskiesel findet, ist von einer Lahnbrücke nahe der Bundesstraße B62 aus zu sehen.

## Rezeption
Katrin Hörnlein veröffentlichte in der ZEIT eine begeisterte Rezension. Sie lobte den Witz, die neuen Erzählperspektiven und das stimmige Ende und freute sich an den intertextuellen Bezügen.

### Auszeichnungen
- Luchs des Jahres 2020

## Ausgaben
Wie alle vorherigen Bände erschien die gebundene Ausgabe mit Illustrationen von Peter Schössow im Carlsen Verlag (ISBN 978-3-551-55783-4). Ein vom Autor gelesenes Hörbuch erschien im Silberfisch Verlag (ISBN 978-3-7456-0217-3).